# Air chief marshal (Australie)
Air chief marshal (en abrégé ACM) est le grade le plus élevé de la Royal Australian Air Force, créé comme un équivalent direct du grade d'air chief marshal de la Royal Air Force britannique. Il s'agit d'un grade quatre étoiles. Le seul moment où le grade est détenu, c'est lorsque le commandant en chef des forces armées est un officier de l'armée de l'air.
L'air chief marshal est un grade plus élevé que l'air marshal et un grade inférieur à celui du marshal of the Royal Australian Air Force, qui ne fut décerné qu'à titre honorifique. Ce grade est l'équivalent direct d'amiral dans la marine royale australienne et de général dans l'armée australienne,.

## Maréchaux en chef de l'air australiens
Avec la création de l'Australian Air Board le 9 novembre 1920, les officiers de l'Australian Air Corps abandonnèrent les rangs de leur armée au profit de ceux basés sur la Royal Air Force. Cependant, ce n'est qu'en 1965, lorsque Frederick Scherger est devenu président du comité des chefs d'état-major et a été promu maréchal en chef de l'air, qu'un officier de la RAAF a atteint le grade.
Tout au long de l'histoire de la RAAF, seuls quatre de ses officiers ont occupé le grade :
|  | Nom                   | Lettres post-nominales | Promotion    | Retraite       | Décès           | Ref   |
|  | --------------------- | ---------------------- | ------------ | -------------- | --------------- | ----- |
|  | Frederick Scherger    | KBE, CB, GRD, AFC      | 1961         | 18 mai 1966    | 16 janvier 1984 | ,     |
|  | Neville McNamara (en) | KBE, AO, CAF, AE       | 1982         | 1984           | 7 mai 2014      | ,     |
|  | Angus Houston         | AK, AFC                | 2005         | 3 juillet 2011 | En vie          | [ 6 ] |
|  | Mark Binskin (en)     | AC                     | 30 juin 2014 | 2018           | En vie          | [ 8 ] |